# Diores salisburyensis
Diores salisburyensis is een spinnensoort uit de familie van de mierenjagers (Zodariidae).
De wetenschappelijke naam van de soort werd in 1920 gepubliceerd door Richard William Ethelbert Tucker.

## Voorkomen
De spin komt voor in Botswana, Namibië, Zambia en Zimbabwe.